# Khalid Mutakabbir
Khalid Angelo Mutakabbir (Suwanee, Georgia, 20 de mayo de 1991) es un jugador de baloncesto estadounidense con nacionalidad jamaicana, que actualmente pertenece a la plantilla del Basquetebol do Sport Clube Lusitânia de la LPB, la primera división del baloncesto portugués. Con 1,93 metros de altura juega en la posición de escolta.

## Trayectoria
Khalid se formó en la Universidad de Presbyterian de la NCAA, con la que fue un jugador importante con un promedio de 15 puntos por encuentro en su año sénior. Debutó como profesional en la primera división griega, en las filas del Aries Trikala. No terminó la campaña en Grecia y tuvo que esperar hasta el verano para firmar un nuevo contrato profesional. Supuso su llegada a España y más concretamente a la localidad de La Coruña.
A las órdenes de Tito Diaz en el Leyma Básquet Coruña promedió 9.9 puntos, 1.7 rebotes, 1.6 asistencias y 6.7 tantos de valoración en una media de 22 minutos por partido. Fue de menos a más a lo largo del curso y alcanzó su mejor nivel en el tramo final del campeonato.
En la siguiente temporada, Khalid sigue jugando en la LEB Oro, pero el escolta norteamericano con pasaporte jamaicano se compromete con el Palma Air Europa.
A pesar de sufrir una importante lesión en las filas del conjunto balear que le privó de demostrar su nivel, el jugador es renovado por una temporada.